# ایوان والنسیانو
ایوان والنسیانو (اسپانیایی: Iván Valenciano‎؛ زادهٔ ۱۸ مارس ۱۹۷۲) بازیکن فوتبال اهل کلمبیا است.
از باشگاه‌هایی که در آن بازی کرده‌است می‌توان به باشگاه ورزشی اتلتیکو جونیور، باشگاه ورزشی دیپورتیوو کالی، و باشگاه فوتبال آتالانتا اشاره کرد.
وی همچنین در تیم‌های ملی فوتبال زیر ۲۰ سال کلمبیا و کلمبیا بازی کرده‌است.